# 今津英敏
今津 英敏（いまづ ひでとし、1949年（昭和24年）5月15日 - ）は、日本の実業家。日産自動車株式会社副社長。愛知機械工業株式会社取締役会長。一般社団法人日本自動車工業会理事。
山口県出身。1972年に九州工業大学工学部機械工学科を卒業した。卒業後、日産自動車に入社。1998年生産技術本部車体技術部長、1999年英国日産自動車製造会社出向管理職、2002年日産自動車常務、2006年常務執行役員を経て、2007年に副社長に就任した
。生産、SCM 担当。愛知機械工業株式会社取締役会長。一般社団法人日本自動車工業会理事。日本インダストリアル・エンジニアリング協会副会長。
2015年春の褒章で藍綬褒章を受章。

## 参考資料
- 現場の知恵はトップダウンを超える：日経ビジネスオンライン
- このままでは日本は中国に追い抜かれる：日経ビジネスオンライン
- インタビュー 日産自動車副社長 今津英敏氏 「尽きることのない改善意欲」が現状を打破する